# Njorke
Njorke (znanstveno ime Alcidae) so družina morskih ptic iz reda pobrežnikov. Opisanih je 25 vrst, ki jih združujemo v 11 rodov.

## Opis
So majhni do srednje veliki ptiči z zaobljenim telesom, ozkimi in koničastimi perutmi in kratkim repom. Nekatere vrste imajo bočno sploščen kljun, ki se med paritvenim obdobjem poveča in pisano obarva. Noge so kratke, s plavalno kožico med prsti. Običajen vzorec operjenosti je temen po hrbtni in svetel po trebušni strani, izven paritvenega obdobja je še manj kontrasten, med parjenjem pa se nekaterim njorkam razvijejo čopki na obrazu. Samci in samice so si podobni.
Njorke so pravi morski ptiči, okretni v zraku in vodi, a okorni na tleh, saj jim noge izraščajo zelo zadaj. Močne peruti uporabljajo za poganjanje pod vodo pri potapljanju za plenom, pri čemer se spuščajo tudi v večje globine. Večinoma gnezdijo v rovih ali špranjah med skalami, pri čemer si denimo mormoni rove izkopljejo sami, drugi pa gnezdijo na ozkih poličkah nedostopnih skalnih pečin ob obali. Za zarod skrbita oba starša.

## Habitat in razširjenost
Razširjene so po oceanih na vsej severni polobli, na morju preživijo večino življenja. Imajo podobno ekološko vlogo kot pingvini z južne poloble, s tem pa tudi telesno zgradbo. Pravzaprav so z besedo penguin v 16. stoletju sprva opisovali zdaj izumrlo veliko njorko, pingvine v današnjem pomenu besede pa so po njej poimenovali pomorščaki, ki so prvi pripluli v južne oceane, saj so jih spominjali nanjo. Njorke in pingvini si sicer niso sorodni.
Mnoge vrste ogroža prekomeren ribolov, uničevanje habitatov in naseljevanje sesalčjih plenilcev na odročne otoke, kjer gnezdijo. Skoraj tretjina vrst je ogroženih. Velika njorka, neleteča vrsta iz severnega Atlantika, je znana kot zgled iztrebitve zaradi lova; zadnji znani primerek so lovci pobili v 19. stoletju.
Na Slovenskem občasno opazijo kakšnega mormona, ki pozimi zaide v severno Sredozemlje, še redkejši pojav je črna njorka, ki so jo prvič opazili leta 1994 na Dravi.

## Taksonomija
Družino tvori deset danes živečih rodov:
- Poddružina Alcinae

- Alle - ena vrsta: rakovičar (Alle alle)
- Uria - dve vrsti
- Alca - ena vrsta: mala njorka (Alca torda)
- Pinguinus, velika njorka (P. impennis) izumrli v 19. stoletju.
- Synthliboramphus - pet vrst
- Cepphus - tri vrste
- Brachyramphus - tri vrste

- Poddružina Fraterculinae

- Ptychoramphus - ena vrsta: Ptychoramphus aleuticus
- Aethia - štiri vrste
- Cerorhinca - ena vrsta: Cerorhinca monocerata
- Fratercula - tri vrste

Sodeč po novejših raziskavah so njihove najbližje sorodnice govnačke.